# إسبن أندرسن
إسبن أندرسن (بالنرويجية البوكمول: Espen Andersen)‏ هو متزحلق نوردي مزدوج نرويجي، ولد في 12 يوليو 1961 في أوسلو في النرويج.

## وصلات خارجية
- إسبن أندرسن على موقع الاتحاد الدولي للتزلج (التزلج النوردي المزدوج) (الإنجليزية)
- إسبن أندرسن على موقع أوليمبيديا (الإنجليزية)